# بيرسونية غونية

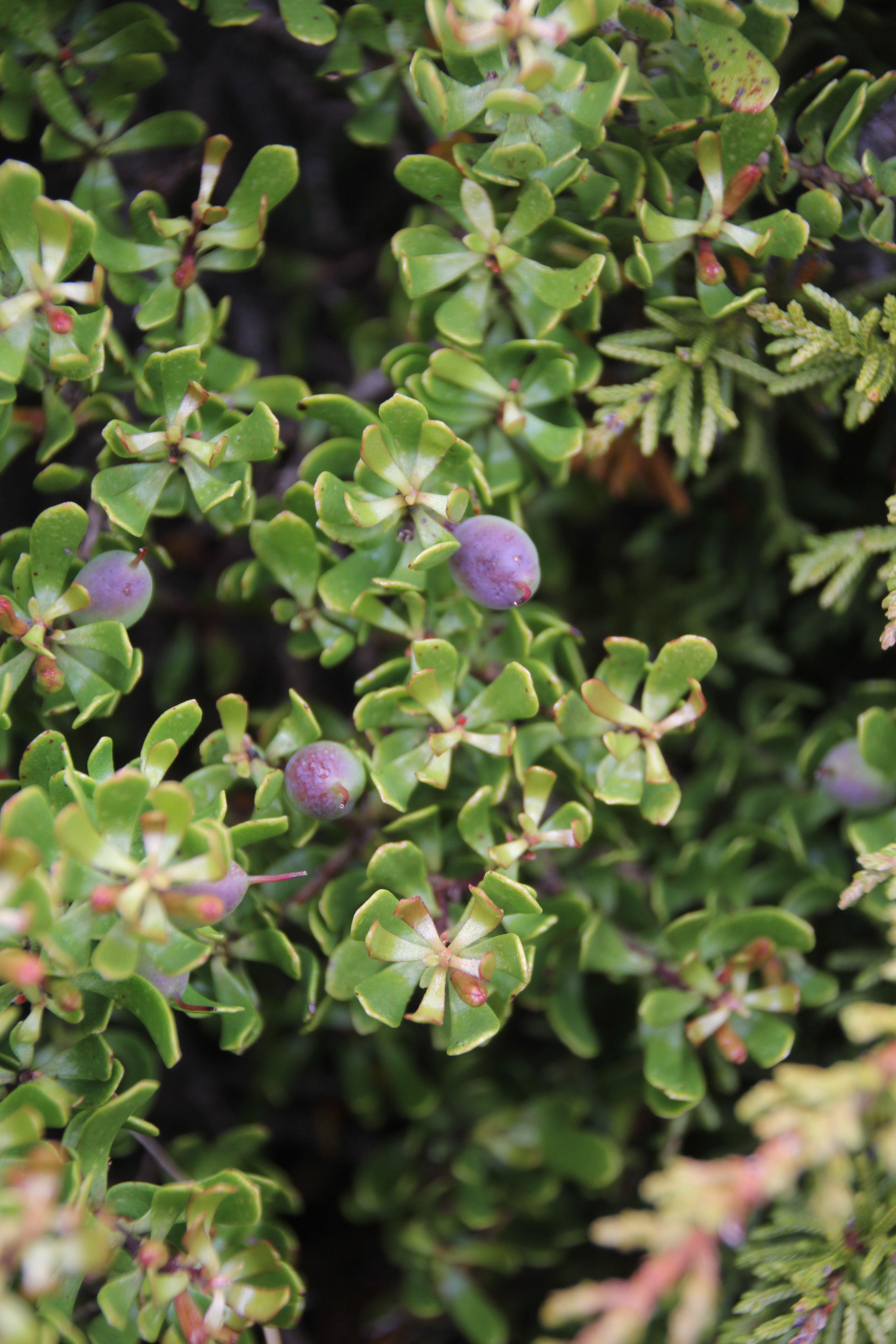
mountain geebung with fruit

بيرسونية غونية (الاسم العلمي:Persoonia gunnii) هي نوع غير مؤكد من النباتات تتبع جنس البيرسونية من الفصيلة البروطية.